# Piaggio P.108
Piaggio P.108 Bombardiere là máy bay ném bom hạng nặng 4 động cơ duy nhất của Italy trong Chiến tranh thế giới II. Mẫu thử bay vào năm năm 1939 và đưa vào trang bị năm 1941.

## Biến thể
Tổng số P108C và T được chế tạo hiện vẫn chưa rõ, nhưng kết hợp lại thì khoảng 16 chiếc, phần lớn P108C sau đó được hoán cải thành phiên bản vận tải
- Mẫu thử: MM 22001
- Serie 1: MM 22002—22008, MM 22601—22604
- Serie 2: MM 24315—24326
- Serie 3: MM 24667—24678

P.108Mẫu thử
P.108A ArtiglieriPhiên bản chống tàu. 1 chiếc.
P.108B BombardierePhiên bản ném bom hạng nặng. 24 chiếc.
P.108C CivilePhiên bản vận tải dân sự.
P.108M ModificatoP.108B dự định trang bị vũ khí hạng nặng, không chế tạo.
P.108T TrasportoPhiên bản vận tải. Hơn 12 chiếc (gồm cả P.108C được hoán cải sang).
P.133Phiên bản cải tiến của P.108B. Không hoàn thành.

## Quốc gia sử dụng
ÝRegia Aeronautica
 ĐứcLuftwaffe

## Tính năng kỹ chiến thuật (Piaggio P.108B)

### Đặc điểm riêng
- Tổ lái: 6 hoặc 7
- Chiều dài: 22,30 m (73 ft 2 in)
- Sải cánh: 32,00 m (105 ft)
- Chiều cao: 6,00 m (20 ft)
- Diện tích cánh: 135,0 m² (1.453 ft²)
- Trọng lượng rỗng: 17.325 kg (38.195 lb)
- Trọng lượng cất cánh tối đa: 29.885 kg (65.885 lb)
- Động cơ: 4 × Piaggio P.XII RC.35, 1.120 kW (1.500 hp) mỗi chiếc

### Hiệu suất bay
- Vận tốc cực đại: 430 km/h (267 mph)
- Tầm bay: 3.520 km (2.187 mi)
- Trần bay: 8.500 m (27.187 ft)

### Vũ khí
- 5 khẩu súng máy Breda-SAFAT 12,7 mm (.5 in)
- 2 khẩu súng máy Breda-SAFAT 7,7 mm (.303 in)
- 3.500 kg (7.700 lb) bom